# Albatrosy
Albatrosy, albatrosowate (Diomedeidae) – rodzina dużych, morskich ptaków zaliczanych do rzędu rurkonosych (Procellariiformes). Pod względem rozpiętości skrzydeł są jednymi z największych latających ptaków, a albatros wędrowny (Diomedea exulans) ma największą rozpiętość skrzydeł (251–350 cm; rekordowy osobnik miał 370 cm) ze wszystkich żyjących gatunków ptaków. Niewiele mniejszą przeciętną rozpiętość skrzydeł (260–320 cm) osiąga kondor wielki (Vultur gryphus). Albatrosy są ptakami bardzo długowiecznymi. W ciągu swojego życia ptaki te pokonują nawet 8 milionów kilometrów.
Występują nad Oceanem Południowym, południową częścią oceanów: Atlantyckiego, Spokojnego i Indyjskiego oraz nad północną częścią Oceanu Spokojnego. Skamieniałości dowodzą, że niegdyś zamieszkiwały również m.in. Bermudy.
Większość gatunków albatrosów jest zagrożona wyginięciem. Jedynym gatunkiem, któremu Międzynarodowa Unia Ochrony Przyrody (IUCN) nadała status najmniejszej troski (LC – Least Concern), jest albatros czarnobrewy.

## Systematyka

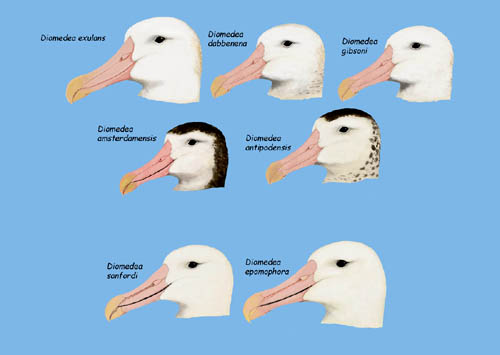
Porównanie głów albatrosów z rodzaju Diomedea

Systematyka w obrębie rodziny jest skomplikowana. Sytuację dodatkowo komplikuje trudny dostęp do miejsc występowania poszczególnych gatunków i co za tym idzie, ogranicza możliwość badań. Różni autorzy wymieniają od 13 do 24 gatunków albatrosów, np. Międzynarodowy Komitet Ornitologiczny (IOC) wyróżnia 21 gatunków, IUCN – 22, a polscy autorzy Kompletnej listy ptaków świata – 16.
Trzy taksony: albatros białolicy (Diomedea amsterdamensis), albatros różowodzioby (Diomedea antipodensis) i albatros atlantycki (Diomedea dabbenena) uważane wcześniej (i obecnie jeszcze przez niektórych autorów) za podgatunki albatrosa wędrownego (Diomedea exulans) podniesiono do rangi gatunków. Dwa taksony: albatros siwogłowy (Thalassarche eremita) oraz albatros szarogrzbiety (Thalassarche salvini), uważane wcześniej za podgatunki albatrosa szarodziobego (Thalassarche cauta) podniesiono do rangi gatunków. Rangę gatunku zyskał także albatros białoszyi (Thalassarche carteri), uważany wcześniej za podgatunek albatrosa żółtodziobego (Thalassarche chlororhynchos).
Albatros żółtooki (Thalassarche impavida), uważany wcześniej za podgatunek albatrosa czarnobrewego (Thalassarche melanophris) również został podniesiony do rangi odrębnego gatunku, choć niektórzy autorzy zmiany tej jeszcze nie zaakceptowali.
Albatros królewski został podzielony na dwa gatunki – albatros królewski (Diomedea epomophora) oraz albatros ciemnoskrzydły (Diomedea sanfordi), ale przez niektórych autorów nadal są uznawane za podgatunki tego samego gatunku.
Do rodziny należą następujące rodzaje:
- Phoebastria Reichenbach, 1853
- Diomedea Linnaeus, 1758
- Phoebetria Reichenbach, 1853
- Thalassarche Reichenbach, 1853

## Charakterystyka
Ptaki te mają krępe ciało długości 71–135 cm oraz masywny, haczykowato zakończony dziób. Zazwyczaj są ubarwione na biało z domieszką koloru czarnego lub brązowego (jedynie ptaki z rodzaju Phoebetria jednolicie ciemno ubarwione).
Dzięki swym długim, ale stosunkowo wąskim skrzydłom, albatrosy są doskonałymi szybownikami. Przy odpowiednim wietrze mogą godzinami utrzymywać się w powietrzu. Okresy bezwietrzne spędzają zazwyczaj na powierzchni wody (są również bardzo dobrymi pływakami). Podstawę ich diety stanowią kałamarnice, chociaż czasami żerują także na odpadkach wyrzucanych ze statków. Większość życia spędzają na morzu, na lądzie pojawiają się wyłącznie w okresie lęgowym.

## Rozród
Toki albatrosów odbywają się w parach lub większych grupach i polegają na rozkładaniu skrzydeł oraz krzyżowaniu dziobów. Ptaki wydają przy tym dość doniosłe odgłosy. Po kopulacji samica składa na gołej ziemi (ewentualnie w zagłębieniu niewielkiego, usypanego kopczyka) jedno bardzo duże, białe jajo. Młode po wykluciu rozwijają się bardzo powoli (zwłaszcza u większych gatunków). Dopiero po 4–10 miesiącach uczą się one latać. Pierwsze 5–10 lat spędzają wyłącznie na morzu, przepierzając się kilkukrotnie. Dopiero po tym czasie po raz pierwszy przystępują do rozrodu.